# For God Your Soul... For Me Your Flesh
For God Your Soul... For Me Your Flesh è il primo album in studio del gruppo musicale death metal Pungent Stench, pubblicato nel 1990 dalla Nuclear Blast.

## Tracce
1. "Intro – Extreme Deformity" – 4:58
2. "Hypnos" – 3:11
3. "For God Your Soul... For Me Your Flesh" – 7:04
4. "Just Let Me Rot" – 3:46
5. "Pungent Stench" – 2:34
6. "Bonesawer" – 3:40
7. "Embalmed in Sulphuric Acid" – 2:11
8. "Blood, Pus and Gastric Juice" – 4:49
9. "Suspended Animation" – 4:41
10. "A Small Lunch" – 5:46

## Formazione
- Martin Schirenc - voce, chitarra
- Jacek Perkowski - basso
- Alex Wank - batteria